# Piana di Bellingshausen

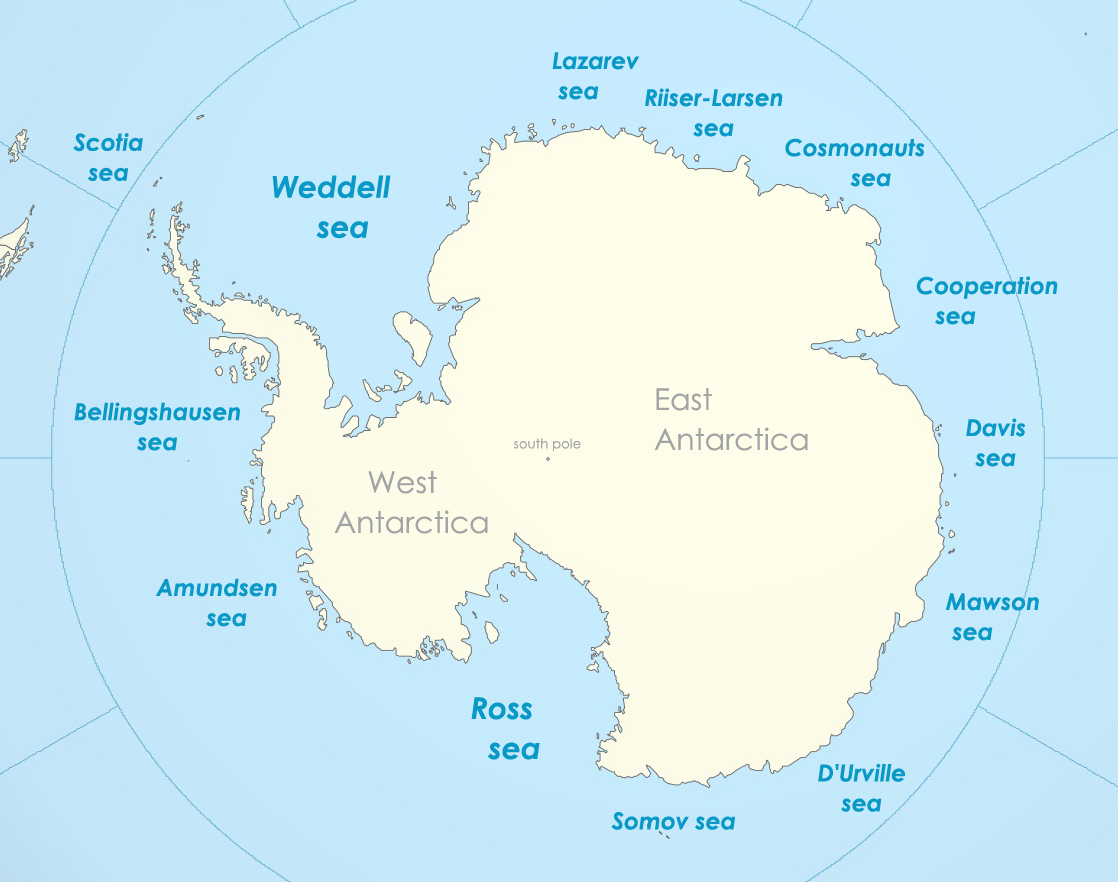
Il Mare di Bellingshausen nell'Oceano antartico

La piana di Bellingshausen (64°00′S 90°00′W), è una piana abissale che corre parallela alla scarpata continentale nel Mare di Bellingshausen, nell'Oceano antartico. 
La denominazione della piana deriva dal nome dell'ammiraglio russo Fabian Gottlieb von Bellingshausen comandante della spedizione russa che esplorò l'area tra il 1818 e il 1821. Il nome è stato approvato nell'aprile 1974 dall'Advisory Committee for Undersea Features.